# Д. Б. Купър
Д. Б. Купър (на английски: D. B. Cooper) е медиен епитет, използван за неидентифициран престъпник в САЩ.
Той отвлича самолет „Боинг 727“ във въздушното пространство между Портланд, Орегон и Сиатъл, Вашингтон на 24 ноември 1971 г., взима $ 200 000 откуп ($1 170 000 през 2015 г.) и скача с парашут в неизвестност.
Въпреки проведеното обширно издирване с хайки и разследване на ФБР извършителят никога не е открит или идентифициран. Случаят остава единственият нерешен случай на въздушно пиратство в американската авиационна история.